# Mamey
Mamey ist eine französische Gemeinde mit 335 Einwohnern (Stand: 1. Januar 2022) im Département Meurthe-et-Moselle in der Region Grand Est (vor 2016: Lothringen). Sie gehört zum Arrondissement Toul und zum Kanton Le Nord-Toulois.

## Geografie
Mamey liegt etwa 27 Kilometer nordwestlich von Nancy. Umgeben wird Mamey von den Nachbargemeinden Fey-en-Haye im Norden, Montauville im Osten, Martincourt im Süden, Lironville im Südwesten und Westen sowie Limey-Remenauville im Westen und Nordwesten.

## Bevölkerungsentwicklung
| Jahr                       | 1962 | 1968 | 1975 | 1982 | 1990 | 1999 | 2006 | 2019 |
| Einwohner                  | 166  | 184  | 201  | 175  | 202  | 223  | 299  | 343  |
| Quellen: Cassini und INSEE |      |      |      |      |      |      |      |      |

## Sehenswürdigkeiten
- Kirche Saint-Hubert, 1789 wieder errichtet

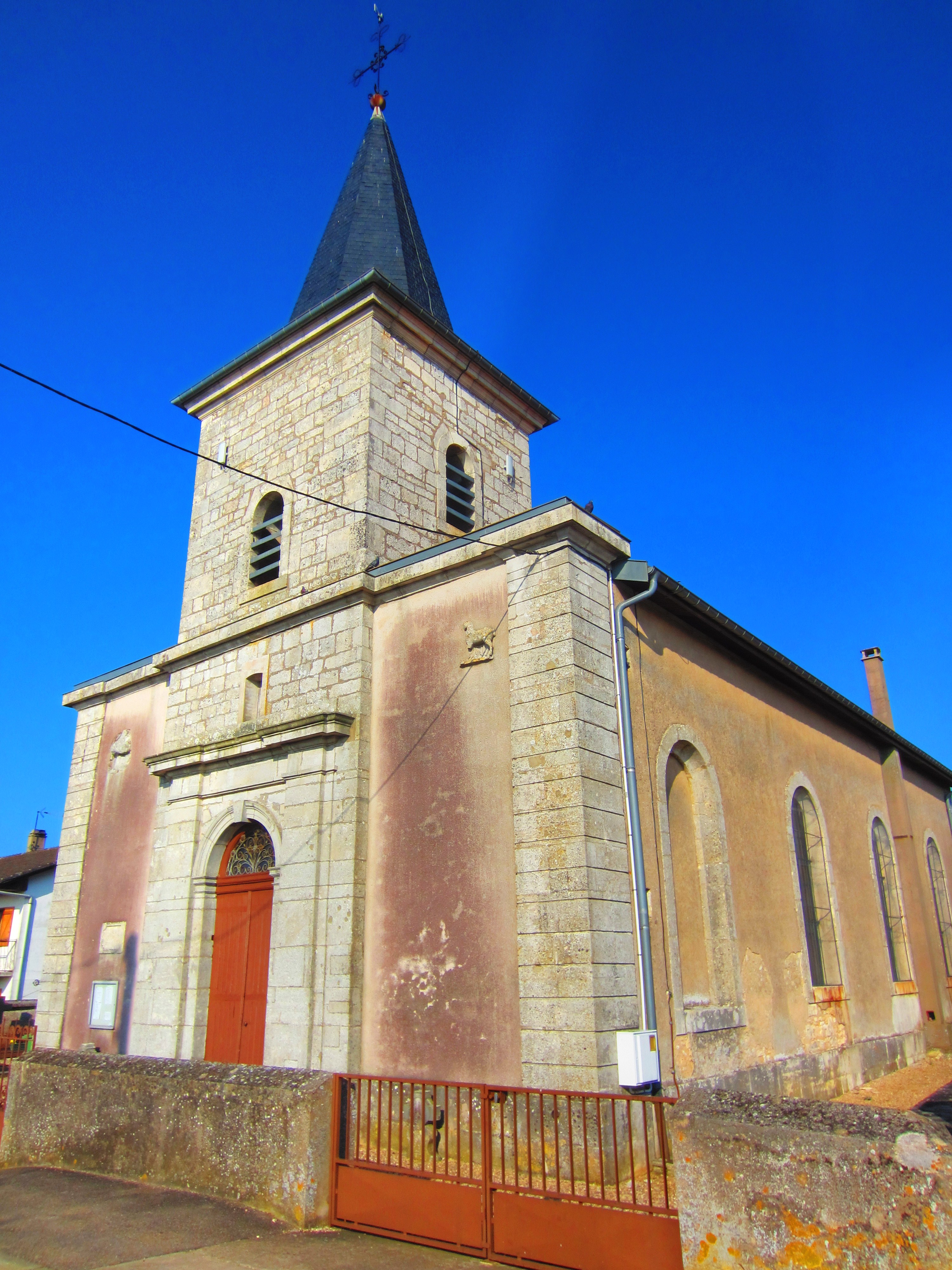
Kirche Saint-Hubert